# Битва при Оркдалі
Битва при Оркдалі — перша битва Гаральда Прекрасноволосого в об'єднанні Норвегії. Він спустошував Тренделаг допоки його не зупинили ворожі війська в Оркдалі.

## Перебіг подій
Битва при Оркдалі була, за словами «Саги про Гаральда Прекрасноволосого» в «Колі Земному», єдиною спробою опору завоюванням майбутнього короля в Тренделагу. Згідно з сагою, вбивав і палив все на своєму шляху через тамтешні долини. Не було жодної протидії, допоки він не підійшов до Оркдалу.
У селищі місцевий конунг Ґрітінґ зібрав великий загін, щоб протистояти навалі. У кінцевих підсумках битви, перебіг якої не розкривається, Гаральд переміг і полонив Ґрітінґа. Значна частина оборонців була вбита. Після цього конунг і весь Тренделаг були вимушені підкорилися Гаральду, присягнувши йому на вірність.
В сазі згадується, що він був з двоюрідним братом, ім'я якого не називається. Але з іншого твору, «Саги про Інґлінґів», відомо, що це Ранґвальд Шанований, син Олава Ґейрстад-Альва.